# John Schofield
John McAllister Schofield (Gerry, 29 settembre 1831 – St. Augustine, 4 marzo 1906) è stato un generale statunitense dell'Unione che combatté durante la guerra civile americana. Dal giugno 1868 al marzo 1869 ha ricoperto la carica di Segretario alla Guerra degli Stati Uniti d'America sotto la Presidenza di Andrew Johnson e, dal 1888 al 1895 fu comandante generale dell'esercito degli Stati Uniti.

## Guerra civile
Nel 1853 Schofield si diplomò alla United States Military Academy di West Point.
Allo scoppio della guerra civile fu nominato maggiore di un reggimento di volontari nel Missouri e servì come capo dello staff del maggior generale Nathaniel Lyon fino alla morte di Lyon, nell'agosto del 1861, durante la battaglia di Wilson's Creek (Missouri); per il suo comportamento, durante quella battaglia, nel 1892 gli fu assegnata la Medal of Honor, la più alta decorazione militare statunitense.
Il 21 novembre 1861 Schofield fu promosso generale di brigata dei volontari e, 29 novembre 1862 al grado di maggior generale. Dal 1861 al 1863 svolse vari compiti militari in Missouri.
Il 17 aprile 1863 ebbe il comando di una divisione nel XIV Corpo d'armata dell'Armata del Cumberland. Nel 1864, come comandante dell'Armata dell'Ohio, prese parte alla Campagna di Atlanta sotto il maggior generale William T. Sherman.
Sherman, dopo la caduta di Atlanta, utilizzò la maggior parte del suo esercito per la Marcia verso il mare attraverso la Georgia. L'Armata dell'Ohio di Schofield fu distaccata per unirsi al maggior generale George H. Thomas nel Tennessee. Il generale Confederato John Bell Hood invase il Tennessee e, il 30 novembre, riuscì ad attaccare la più piccola Armata dell'Ohio di Schofield nella battaglia di Franklin; Schofield resistette con successo all'attacco di Hood e riuscì a riunire le sue truppe con quelle di Thomas. Il 15 e 16 dicembre Schofield diede un contributo essenziale alla vittoria di Thomas nella battaglia di Nashville. Il 30 novembre 1864, per i suoi meriti a Franklin, fu promosso al grado di generale di brigata dell'esercito regolare e, il 13 marzo 1865 al grado temporaneo di maggior generale.
Ricevuto l'ordine di operare con Sherman nella Carolina del Nord, Schofield, in diciassette giorni, spostò il suo esercito (per ferrovia e per mare) fino a Fort Fisher; il 22 febbraio 1865 occupò Wilmington, il 10 marzo combatté a Kinston e il 23 marzo si unì a Sherman a Goldsboro.
Nel 1868 fu nominato Ministro della Guerra.